# Tondeldoos

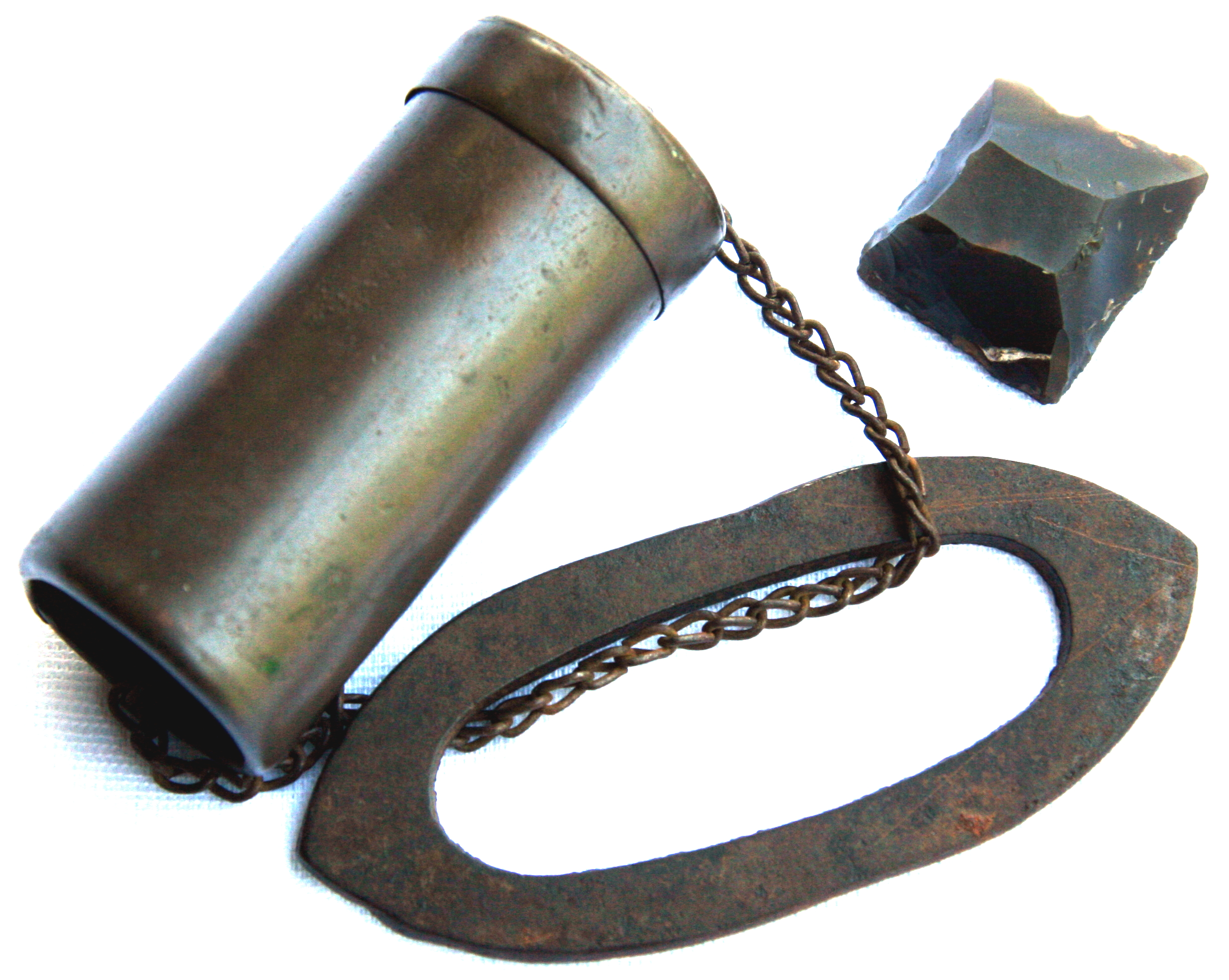
Tondeldoos (ca. 7,5 cm lang)

De tondeldoos diende om vuur te maken en is de voorloper van de lucifer. Het was een doosje waarvan de inhoud bestond uit tondel, een licht ontvlambaar materiaal. Dit kon bijvoorbeeld een stukje gedroogde tonderzwam zijn. Hiernaast had men nog een vuursteentje en een metalen ring, het vuurslag, nodig. De ring bestond uit koolstofhoudend ijzer. Terwijl de vuursteen dicht genoeg bij het tondel werd gehouden, probeerde men met de metalen ring een genster op de stof te doen belanden. Dit vergde behoorlijk wat behendigheid van de gebruiker die verder met blazen een vlammetje verkreeg.
In het begin van de twintigste eeuw raakte de tondeldoos in onbruik door de opkomst van zwavelstokjes, later lucifers genoemd.